# Baryscapus babiyi
Baryscapus babiyi är en stekelart som beskrevs av Miktat Doganlar 1993. Baryscapus babiyi ingår i släktet Baryscapus och familjen finglanssteklar.
Artens utbredningsområde är Turkiet. Inga underarter finns listade.